# 謝克
謝克，1955年出生於香港，曾在香港無線電視、麗的電視及嘉禾電影公司任平面設計師和插圖師，先後任教於大一藝術設計學院及香港理工大學 （當時還是香港理工學院）設計系，現在是畫家和雕塑家，新加坡「客藝廊」畫廊創辦人。

## 生平
1981年，獲香港大一藝術設計學院院長向北京中央工藝美術學院（即現在清華大學美術學院）的張仃院長特別推薦，成為第一個從香港到北京學習藝術的留學生。

## 出版著作
1985年，謝克把從中國各地收集到的木版年畫資料編著成《中國木版年畫（页面存档备份，存于）》，並在香港和臺灣全面發行。部分的收藏品曾捐贈給臺灣博物館，日本和新加坡博物館也保存了部分資料作為研究。經過五年多的悉心整理，於1987年編著了《中國浮屠藝術（页面存档备份，存于）》一書，在香港和臺灣出版，這些珍貴資料填補了當時香港和臺灣研究中國藝術的不足部分，所以倍受藝術工作者的關注。   

## 藝術活動
1979年，獲得香港包裝紙圖案設計公開比賽冠軍。
1980年，在香港藝術中心舉辦《插畫會》聯展。
1988年，謝克在香港創立設計及印刷工作室從事商業設計及出版業務。期間，他投身設計各種具有中國民間藝術風格的陶瓷及印刷禮品，展覽陳設於當時香港政府特別為推廣旅遊而在上環以舊建築改建的「西港城」內，吸引很多喜愛中國文化的人士及旅遊客。
1996年，投資籌辦了第一屆新加坡藝術博覽會，並取得新加坡政府的正面評價。後來舉家移居新加坡，創立了一家在新加坡專門代理中國藝術家的畫廊，成為中國藝術家在海外展示平臺。
2004年，在法國馬塞美術館參加《中國當代藝術家聯展》。
2008年，在北京創辦藝術工作室。並參展《藝術北京》。
2009年，參加新加坡《新加坡藝術博覽會》。
2010年，在北京舉辦個人展《氣場》。參展香港《香港國際古玩及藝術品博覽會》。
2011年，參展北京《中藝博國際畫廊博覽會》、《藝術北京》；及上海《藝術博覽會國際當代藝術展》。